# Visokogorski kras
Visokogôrski krás je vrsta kraške pokrajine, ki je bil v časih poledenitve v pleistocenu poledenela in združuje glavne oblike reliefa, ki so nastale pod vplivi ledenikov.
Primere ledeniškokraških pokrajin najdemo v Dinarskem gorovju, zlasti na Orjenu (Reovačka greda) in v Alpah (npr. na Kaninskih podih z breznom Vrtiglavica) ter več drugih visokogorskih kraških jam  (Ivačičeva jama pri Kredarici...)